# Palazuelo de Boñar
Palazuelo de Boñar es una localidad del municipio leonés de Vegaquemada, en la Comunidad Autónoma de Castilla y León. 
La iglesia está dedicada a santa Eugenia.

## Historia
Así se describe a Palazuelo de Boñar en el tomo XII del Diccionario geográfico-estadístico-histórico de España y sus posesiones de Ultramar, obra impulsada por Pascual Madoz a mediados del siglo XIX:

Lugar en la provincia y diócesis de León, partido judicial de La Vecilla, audiencia territorial y capitanía general de Valladolid, ayuntamiento de Vegaquemada; Situado a la margen izquierda del río Porma, junto al camino que dirige a Asturias por el puerto de Tarna; su clima es frío, pero sano. Tiene unas 49 casas; escuela de primeras letras; iglesia parroquial (Santa Eugenia), servida por un cura de ingreso y presentación de Su Majestad en los meses apostólicos, y en los ordinarios lo era del abad de Eslonza, orden de San Benito, y 6 fuentes de buenas aguas. Confina con términos de la Vega, Mata de la Riva, Laíz y la Losilla. El terreno es de mediana calidad, y le fertilizan las aguas del Porma. Además de los caminos locales cuenta el mencionado de Asturias. Producciones: granos, legumbres y pastos; cría ganados, caza y pesca. Población: 49 vecinos, 180 almas. Contribución: con el ayuntamiento.
Diccionario geográfico-estadístico-histórico de España y sus posesiones de Ultramar

## Geografía

### Localidades limítrofes
Confina con las siguientes localidades:
- Al norte con Boñar.
- Al este con La Losilla y San Adrián.
- Al sureste con Laíz de las Arrimadas.
- Al sur con Vegaquemada.
- Al oeste con Llamera.
- Al noroeste con La Mata de la Riba.

## Demografía
Evolución de la población
| Gráfica de evolución demográfica de Palazuelo de Boñar entre 2000 y 2017 |
|                                                                          |
| Población de derecho (2000-2017) según el padrón municipal del INE       |